# Phryganea elegans
Phryganea elegans is een fossiele soort schietmot uit de familie Phryganeidae.